# Texistepec (kommun)
Texistepec är en kommun i Mexiko.   Den ligger i delstaten Veracruz, i den sydöstra delen av landet, 500 km öster om huvudstaden Mexico City.
Följande samhällen finns i Texistepec:
- Texistepec
- Venustiano Carranza
- San Lorenzo Tenochtitlán
- Francisco I. Madero
- Hipólito Landeros
- Loma Bonita
- Boca del Río
- Emiliano Zapata
- Ojo de Agua
- San Lorenzo Potrero Nuevo
- Guadalupe Victoria
- José María Pino Suárez
- Xochitlán
- José María Morelos y Pavón
- Colombia
- Las Camelias
- Lázaro Cárdenas
- Ixtepec
- Xochitlán Monte Negro
- Loma Central
- Ampliación Yatepec
- La Laguna
- Xochiltepec
- Paso de los Indios
- Buenavista
- Apóstol Francisco I. Madero